# Battaglia del Catalán
La battaglia del Catalán fu uno scontro armato combattuto il 4 gennaio 1817 nell'ambito dell'invasione luso-brasiliana della Provincia Orientale del Río de la Plata tra l'esercito del Regno Unito di Portogallo, Brasile e Algarve, condotto dal marchese di Alegrete, e le milizie orientali, guidate nell'occasione da Andrés Latorre.
La battaglia fu combattuta sulle sponde del torrente Catalán, affluente del Río Cuareim, attualmente in territorio uruguaiano, nei pressi del confine con il Rio Grande do Sul. Lo scontro si rivelò il più sanguinoso dell'intero conflitto e si concluse con la vittoria luso-brasiliana.

## Antefatti
Dopo il fallimento del piano di José Gervasio Artigas, che voleva invadere il territorio brasiliano in modo da tagliare i collegamenti all'esercito di Carlos Frederico Lecor che aveva invaso la Provincia Orientale del Río de la Plata, il caudillo orientale si era ritirato sul torrente Arapey per riorganizzare le sue truppe. Nelle file dell'esercito luso-brasiliano, intanto, il governatore di Rio Grande do Sul, il marchese di Alegrete, aveva rilevato il generale Joachim Xavier Curado al comando del fronte settentrionale, per dare un maggiore impulso alle operazioni militari nella regione.
Venyto a conoscenza attraverso il suo servizio informazioni del fatto che Artigas si trovasse vicino e si stesse preparando ad attaccare, Alegrete distaccò il 20 dicembre 1816 un corpo di 500 uomini di cavalleria con il compito di raggiungere le alture di Santa Ana e attirarvi l'esercito nemico, in modo da sviare l'attenzione del nemico dal punto in cui aveva deciso di attraversare il Río Cuareim. Da parte sua, Artigas fece uscire dal suo accampamento Andrés Latorre con 3400 uomini e due pezzi d'artiglieria, diretti alle colline dove erano stati avvistati i luso-brasiliani, mentre egli stesso rimase sull'Arapey con 500 uomini destinati a fungere da riserva.
Accortosi dell'inganno di Alegrete, Latorre avanzò sulla sponda destra del Río Cuareim alla ricerca della retroguardia dell'esercito luso-brasiliano, che nel frattempo aveva passato il fiume, entrando nel territorio orientale, ed aveva occupato una forte posizione sul torrente Catalán, affluente di sinistra del Cuareim. La notte del 2 gennaio il comandante portoghese aveva lanciato contro l'accampamento di Artigas 600 uomini con 2 pezzi d'artiglieria, al comando del tenente colonnello José de Abreu, e aveva nel contempo disposto un reggimento di dragoni tra il torrente Arapey e le alture di Santa Ana, per poter in tal modo osservare le mosse di Latorre e fornire una riserva pronta nel caso che Artigas fosse riuscito a respingere l'attacco.
Dopo una marcia notturna silenziosa, Abreu riuscì a guadare senza essere visto il torrente Arapey; la mattina del 3 gennaio attaccò di sorpresa l'accampamento di Artigas, che rischiò di essere catturato, e riportò una completa vittoria nella battaglia di Arapey. La sera stessa della battaglia tornò a mezza lega dal grosso dell'esercito luso-brasiliano, senza tuttavia avvisare nessuno della cosa.

## La battaglia
Il 4 gennaio 1817 Latorre attaccò l'esercito del marchese di Alegrete fidando sulla sua superiorità numerica; lo schieramento orientale era composto al centro dalla fanteria, in mezzo alla quale erano dislocati i pezzi d'artiglieria, e dalla cavalleria sulle ali, costituita prevalentemente da lancieri indigeni (charrúas, minuán e guaycurú). Anche l'esercito luso-brasiliano adottava il classico schieramento con la cavalleria ai fianchi della fanteria, ma aveva il vantaggio di disporre di 9 pezzi d'artiglieria e di truppe maggiormente addestrate; Alegrete aveva fatto disporre le sue truppe in ordine di marcia e non fu quindi sorpreso dall'attacco.
Latorre concentrò il suo attacco sull'ala sinistra portoghese, appoggiata sulla sponda del Catalán, arrivando ad attraversare il torrente per impegnare la retroguardia. Quando la vittoria sembrava ormai assegnata alle truppe orientali, giunse sul campo di battaglia il tenente colonnello Abreu, reduce dalla vittoria del giorno precedente; l'ala sinistra di Latorre cedette sotto l'assalto del nuovo arrivato, ripiegando verso il centro e provocando lo sbandamento dell'intero schieramento.
L'esercito orientale fu costretto a una precipitosa ritirata, inseguito per alcune leghe dalla cavalleria luso-brasiliana, lasciando sul campo 900 morti, 290 prigionieri, 2 cannoni e un gran numero di cavalli.

## Conseguenze
La battaglia del Catalán fu la più sanguinosa dell'intero conflitto, l'unica che vide contemporaneamente implicate tutte le forze di ambo le parti presenti nello stesso teatro di guerra. Uscito vittorioso da essa, il marchese di Alegrete intraprese per qualche giorno la marcia verso il Río de la Plata, ma desistì di fronte al rischio di vedere tagliati i collegamenti con il Rio Grande do Sul dopo aver ricevuto notizia della caduta in mano orientale della fortezza di Santa Teresa e di Cerro Largo. Nel frattempo la colonna di Lecor non trovò grande resistenza nella sua marcia verso Montevideo, che fu occupata il 20 gennaio 1817.
Alegrete restituì il comando del fronte al generale Curado, che si ritirò sul Río Cuareim. Nei successivi tre anni Artigas continuò la sua lotta contro l'esercito invasore nonostante le sconfitte, i tradimenti e le defezioni dal suo campo, adottando una tattica di continua guerriglia contro gli invasori luso-brasiliani.